# Championnat britannique des voitures de tourisme 1981
Le Championnat britannique des voitures de tourisme 1981 était la 24e saison du championnat britannique des voitures de tourisme, remporté par l'anglais Win Percy pour la seconde fois consécutive, au volant d'une Mazda RX-7. Le championnat a débuté à Mallory Park le 22 mars 1981 et s'est terminé à Silverstone le 4 octobre 1981.

## Calendrier
| Manche | Circuit        | Date         | Pilote vainqueur | Ecurie vainqueur                          | Voiture vainqueur     |
| ------ | -------------- | ------------ | ---------------- | ----------------------------------------- | --------------------- |
| 1 A-B  | Mallory Park   | 22 mars      | John Morris      | Morris Vulcan Ltd.                        | VW Golf GTI           |
| 1 C-D  | Mallory Park   | 22 mars      | Andy Rouse       | CSH Racing with Esso and the Daily Mirror | Ford Capri III 3.0S   |
| 2      | Silverstone    | 29 mars      | Andy Rouse       | CSH Racing with Esso and the Daily Mirror | Ford Capri III 3.0S   |
| 3 A-B  | Oulton Park    | 17 avril     | Chris Hodgetts   | Hughes of Beaconsfield                    | Toyota Celica ST      |
| 3 C-D  | Oulton Park    | 17 avril     | Win Percy        | Mazda Motorsport/TWR                      | Mazda RX-7            |
| 4      | Thruxton       | 20 avril     | Vince Woodman    | Equipe Esso VMW Motors                    | Ford Capri III 3.0S   |
| 5 A-B  | Brands Hatch   | 25 mai       | Barrie Williams  |                                           | Mitsubishi Lancer GSR |
| 5 C-D  | Brands Hatch   | 25 mai       | Nick Whiting     | Richard Grant Racing                      | Ford Capri III 3.0S   |
| 6      | Silverstone    | 21 juin      | Pete Lovett      | TWR - Daily Express                       | Rover 3500 S          |
| 7      | Silverstone    | 18 juillet   | Pete Lovett      | TWR - Daily Express                       | Rover 3500 S          |
| 8 A-B  | Donington Park | 16 août      | Chris Hodgetts   | Hughes of Beaconsfield                    | Toyota Celica ST      |
| 8 C-D  | Donington Park | 16 août      | Win Percy        | Mazda Motorsport/TWR                      | Mazda RX-7            |
| 9      | Brands Hatch   | 31 août      | Jeff Allam       | TWR - Daily Express                       | Rover 3500 S          |
| 10     | Thruxton       | 20 septembre | Jeff Allam       | TWR - Daily Express                       | Rover 3500 S          |
| 11     | Silverstone    | 4 octobre    | Jeff Allam       | TWR - Daily Express                       | Rover 3500 S          |

## Classement final

### Pilotes
| Championnat pilotes | Championnat pilotes | Championnat pilotes   | Championnat pilotes                         | Championnat pilotes |
| Pos.                | Pilote              | Voiture               | Ecurie                                      | Points              |
| ------------------- | ------------------- | --------------------- | ------------------------------------------- | ------------------- |
| 1                   | Win Percy           | Mazda RX-7            | Mazda Motorsport/TWR                        | 78                  |
| 2                   | Chris Hodgetts      | Toyota Celica ST      | Hughes of Beaconsfield                      | 74                  |
| 3                   | Jon Dooley          | Alfa Romeo Alfasud Ti | Napolina Alfa Romeo Dealer Team             | 65                  |
| 4                   | John Morris         | VW Golf GTI           | Morris Vulcan Ltd.                          | 60                  |
| 5                   | Richard Longman     | Austin Metro 1300 HLS | Team Datapost Racing with Hepolite and Esso | 58                  |
| 6                   | Pete Lovett         | Rover 3500 S          | TWR - Daily Express                         | 52                  |
| 7                   | Jeff Allam          | Rover 3500 S          | TWR - Daily Express                         | 50                  |
| 8                   | Andy Rouse          | Ford Capri III 3.0S   | CSH Racing with Esso and the Daily Mirror   | 49                  |
| 9                   | Alan Curnow         | Austin Metro 1300 HLS | Team Datapost Racing with Hepolite and Esso | 48                  |
| 10                  | Gordon Spice        | Ford Capri III 3.0S   | Gordon Spice Racing                         | 38                  |